# محمود هدایت
محمود هدایت (۱۸ اردیبهشت ۱۲۷۶ تهران_ ۱۳۶۹ ) نویسنده، مترجم، نقاش، قاضی و دولتمرد دوره پهلوی بود.

## خانواده و تحصیلات
پدرش هدایت‌قلی خان اعتضادالملک از خاندان هدایت و برادر دوم  صادق هدایت نویسنده معروف بود. تحصیلات ابتدائی و متوسطه را در مدارس علمیه و دارالفنون و تحصیلات عالیه را در مدرسه عالی حقوق به پایان رساند. همزمان نزد کمال‌الملک نقاشی آموخت و نزد استادان موسیقی این هنر را فراگرفت.

## خدمات قضائی
هدایت در سال ۱۳۰۲ به عنوان مترجم مسیو پرنی مستشار عدلیه وارد دستگاه قضائی شد. در طول پنجاه سال خدمت، جز چند سالی که در خارج از دادگستری به ریاست شعبه دوم دیوان دادرسی دارایی، فرمانداری تبریز، ریاست کارگزینی وزارت کشور و دو بار معاونت نخست‌وزیر سپری شد، بقیه به دادیاری دادسرای تهران، بازپرسی و مستشاری شعبه اول استیناف تهران، مدیریت کل ثبت و ریاست ادارات بازرسی و دفتر وزیر دادگستری، دادیاری و مستشاری دیوان عالی کشور و ریاست شعبه پنجم این دیوان و ریاست دادگاه عالی تجدید نظر انتظامی قضات گذشت.

## معاونت نخست‌وزیر
در سال ۱۳۲۹ که شوهر خواهرش سپهبد رزم آرا نخست‌وزیر شد، هدایت را معاون خود کرد. در دولت کوتاه مدت حسین علاء که پس از ترور رزم آرا روی کار آمد، همین سمت را حفظ کرد. با روی کار آمدن دکتر مصدق به دادگستری بازگشت و مستشار دیوان عالی کشور شد. سال بعد (۱۳۳۱) به دعوت سازمان ملل متحد چند ماهی در نخست‌وزیری و شورای دولتی فرانسه به کارآموزی پرداخت. در فروردین ۱۳۳۴ بار دیگر حسین علاء نخست‌وزیر شد و هدایت را معاون خود کرد.

## بازماندگان
محمود هدایت در جوانی با دختر فتح‌الله خان سردار مؤید مراغه‌ای پیوند زناشوئی بست و از او صاحب دو پسر شد. همسرش در میانسالی درگذشت. او غیر از صادق هدایت، برادر دیگری نیز به نام عیسی داشت که در ارتش به درجه سرلشکری رسید.
هدایت در آبان ۱۳۳۴ یک قطعه نشان درجه اول حقوق بشر و در پایان دوران خدمتش در سال ۱۳۵۱ یک قطعه نشان درجه اول عدالت دریافت کرد.

## ترجمه‌ها
- مسافرت به ایران به معیت سفیر کبیر روسیه نوشته موریس فون دوکتزبوئه (چاپ ۱۳۴۸)
- مسافرت به ارمنستان و ایران نوشته پی‌یر آمده امیلین پروب ژوبر، منشی السنه شرقیه ناپلئون بناپارت (چاپ ۱۳۲۳)
- در رکاب نادرشاه یا سفرنامه عبدالکریم (چاپ ۱۳۲۲)
- کلیات راجع به تاریخ سیاسی اروپاا نوشته ارنست لاویس
- مردم گریز نوشته مولیر (چاپ ۱۳۳۸)
- شاهنامه ثعالبی نیشابوری (ترجمه از عربی - چاپ ۱۳۲۸)

## نوشته‌ها
- مهاجرت‌های خارجی و علل و آثار آن در ایران (چاپ ۱۳۶۵)
- گلزار جاویدان (سه جلد اشعار و شرح حال شش هزار شاعر پارسی‌گوی ایرانی و غیر ایرانی - چاپ ۱۳۵۳)
- حقوق اساسی (رساله)
- اصول محاکمات حقوقی (رساله)
- آب حیات (منظومه)
- درفش ایران (منظومه)
- حقایق عریان (منظومه)
- ازدواج عجیب (داستان - چاپ ۱۳۱۰)
- رفتم ثواب کنم کباب شدم (داستان - چاپ ۱۳۱۰)
- سرگذشت عشرت (داستان - چاپ ۱۳۱۰)
- زیارت و سیاحت (سفرنامه پاریس)
- شهنشاهنامه پهلوی (تاریخ ایران)
- بذر سخن (تذکره)
- آینه زندگی